# Peintre
Peintre är en kommun i departementet Jura i regionen Bourgogne-Franche-Comté i östra Frankrike. Kommunen ligger i kantonen Montmirey-le-Château som tillhör arrondissementet Dole. År 2022 hade Peintre 134 invånare.

## Befolkningsutveckling
Antalet invånare i kommunen Peintre
Referens:INSEE